# Denkingen
Denkingen là một xã ở huyện Tuttlingen trong bang Baden-Württemberg thuộc nước Đức.